# Tammijärvi
Tammijärvi är en sjö i Finland. Den ligger i kommunerna Pyttis, Kouvola och Lovisa i landskapen Kymmenedalen och Nyland, i den södra delen av landet, 100 km nordost om huvudstaden Helsingfors. Tammijärvi ligger 14,8 meter över havet. Den är 12,74 meter djup. Arean är 9,81 kvadratkilometer och strandlinjen är 28,11 kilometer lång. Sjön  ingår i Kymmene älvs huvudavrinningsområde. 